# Roger Lee Hayden

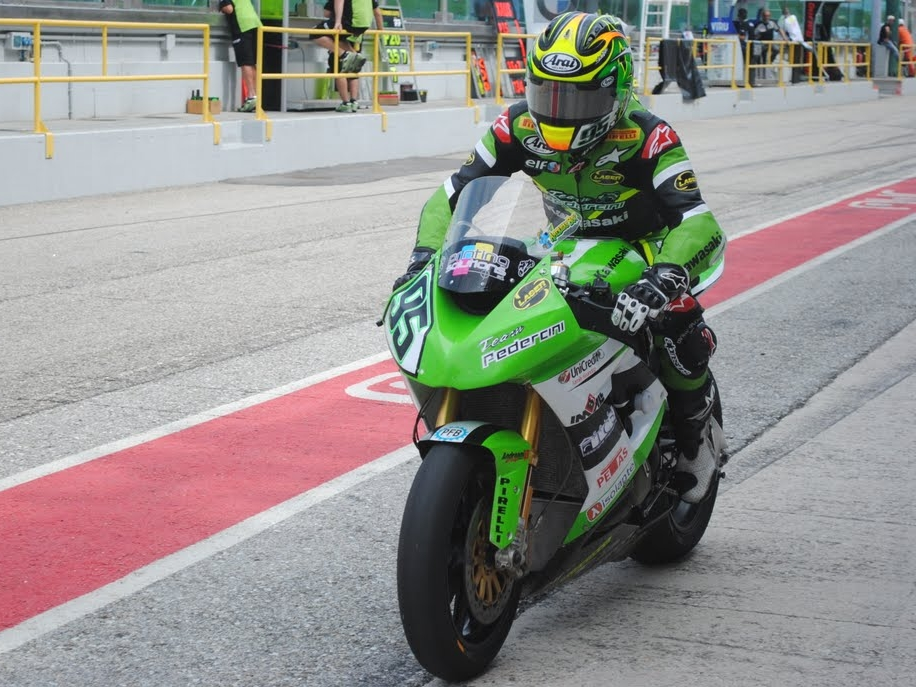
Roger Lee Hayden, Misanobanan 2010.

Roger Lee Hayden, född 30 maj 1983 i Owensboro, Kentucky, är en amerikansk roadracingförare, bror till Nicky och Tommy Hayden.

## Roadracingkarriär
I likhet med sina bröder (och sin syster Jennifer), började Roger Lee med dirttrackracing, och bytte sedan till professionell roadracing, där han kör i AMA Superbike. Han körde även i USA:s Grand Prix 2007 som wildcard för Kawasaki och blev tia. Han vann samma säsong Supersport i AMA-serien. Hayden körde Superbike-VM 2010 för Pediricini Kawasaki och kom på 19:e plats. Han hoppade också in i Moto2-loppet i Indianapolis 2010 och blev 11. Sedan 2011 har Hayden huvudsakligen kört AMA Superbike och oftast tillhört de 3-4 bästa förarna.